# Aurelio Vidmar
Aurelio Vidmar (Adelaide, 1967. február 3. –) ausztrál válogatott labdarúgó. A szintén válogatott labdarúgó Tony Vidmar az öccse.
Az ausztrál válogatott tagjaként részt vett az 1997-es és a 2001-es konföderációs kupán.

## Statisztika
| Ausztrál válogatott | Ausztrál válogatott | Ausztrál válogatott |
| Időszak             | Mérk.               | gól                 |
| ------------------- | ------------------- | ------------------- |
| 1991                | 6                   | 1                   |
| 1992                | 2                   | 0                   |
| 1993                | 5                   | 2                   |
| 1994                | 4                   | 2                   |
| 1995                | 1                   | 0                   |
| 1996                | 1                   | 0                   |
| 1997                | 16                  | 8                   |
| 1998                | 0                   | 0                   |
| 1999                | 0                   | 0                   |
| 2000                | 5                   | 0                   |
| 2001                | 4                   | 4                   |
| Összesen            | 44                  | 17                  |